# The Sick, the Dying... and the Dead!
《The Sick, the Dying... and the Dead!》은 미국의 스래시 메탈 밴드 메가데스의 열여섯 번째 스튜디오 음반으로, 2022년 9월 2일, 유니버셜 뮤직 그룹을 통해 프론트맨 데이브 머스테인의 트레이드크래프트 레이블로 발매되었다. 이 음반은 드러머 더크 버뷰런이 참여한 첫 번째 메가데스 음반이자 기타리스트 키코 루레이로가 참여한 두 번째 메가데스 음반이며, 《Dystopia》 (2016년) 이후 6년 만에 그들의 첫 번째 스튜디오 음반으로, 밴드 경력에서 두 스튜디오 음반 사이의 가장 긴 격차를 기록했다. 이 음반은 2년 이상 제작되었으며, 머스테인과 크리스 레이크스트로가 프로듀싱했다. 음반 녹음 도중 베이시스트 데이비드 엘렙슨이 섹스 스캔들로 인해 밴드에서 탈퇴했다. 그의 베이스 파트는 음반에서 제거되었고, 테스터먼트 베이시스트 스티브 디 조르지오가 재녹음했다.

## 배경 및 제작
《The Sick, the Dying... and the Dead!》는 2019년 5월부터 2021년 말까지 녹음 세션이 진행되면서 실현되기까지 2년 이상이 걸렸으며, 이는 메가데스가 지금까지 음반을 녹음하는 데 걸린 가장 긴 시간이다. 이 음반의 발매는 여러 차례 연기되었다. 원래 2019년에 발매될 예정이었으나, 2022년 9월에 최종 발매될 예정이다.
2019년 5월 10일, 메가데스는 공동 프로듀서 크리스 레이크스트로와 함께 테네시주 프랭클린에 있는 스튜디오에 들어가 음반의 사전 제작을 시작했다. 6월, 밴드는 머스테인이 두경부암 진단을 받았기 때문에 다음 쇼의 취소를 발표했다. 2018년 11월 6일, 머스테인은 트위터에 그 당시 다음 해에 발매될 예정이었던 음반의 트랙을 놀리는 영상을 공유했다.
밴드는 2020년 중반 내슈빌에 있는 스튜디오에 재입성하여 새 음반 녹음을 재개했으며, 현재 2021년 발매를 잠정적으로 계획하고 있다.  2021년 1월 9일, 줌을 통해 팬들을 위한 마스터 클래스 "Front Row Live"를 진행하는 동안 머스테인은 음반의 제목을 《The Sick, the Dying... and the Dead》라고 발표했지만 제목이 변경될 수 있음을 시사했다.
2022년 초 발매는 바이닐 인쇄 및 유통 문제로 인해 취소되었다. 이 음반은 이후 2022년 9월에 발매로 더 연기되었다.

### 엘렙슨의 탈퇴
2021년 5월 10일, 트위터에 데이비드 엘렙슨의 성적으로 노골적인 영상이 게시되었다. 이 영상들은 엘렙슨이 통신하던 한 팬이 녹음한 것으로 알려졌다. 처음에 엘렙슨에 대한 아동 그루밍에 대한 비난이 제기되었지만, 양측은 이를 부인했다. 그 팬은 공개적으로 그녀가 동의하는 성인이라고 주장했다. 엘렙슨은 이어 당국에 리벤지 포르노에 대한 혐의를 요청하기 위해 연락했고, 경찰에 혐의와 관련된 증거를 제시했다. 다음날 메가데스는 공식 성명을 통해 상황을 "세밀하게 주시하고 있다"고 밝혔다. 이 사건에 이어 머스테인은 2021년 5월 24일, 엘렙슨의 탈퇴를 발표했다. 그의 이미 녹음된 베이스 파트는 이후 음반에서 제거되었고, 테스터먼트의 스티브 디 조르지오가 다시 녹음했다.

## 상업적 반응
| 전문가 평가        | 전문가 평가 |
| 총 점수            | 총 점수     |
| 출처               | 점수        |
| ------------------ | ----------- |
| 메타크리틱         | 78/100      |
| 평가 점수          |             |
| 출처               | 점수        |
| AllMusic           | [ 20 ]      |
| Blabbermouth.net   | [ 21 ]      |
| BraveWords         | [ 22 ]      |
| Kerrang!           | [ 23 ]      |
| Metal Hammer       | [ 24 ]      |
| PopMatters         | 7/10        |
| Record Collector   | [ 26 ]      |
| Sonic Perspectives | 9.1/10      |
| Sputnikmusic       | 3/5         |
| Wall of Sound      | 8.5/10      |

《The Sick, the Dying... and the Dead!》는 호평을 받았으며 메타크리틱 평점이 100점 만점에 78점이다. Blabbermouth.net의 돔 로슨은 이 음반을 10점 만점에 9점으로 평가했으며, "그것은 데이브 머스테인이 2022년경에 메가데스가 얼마나 치명적인지 잘 알고 있다는 것을 의미합니다. 이것은 《Endgame》 이후 그 밴드의 가장 좋은 음반입니다. 심지어 《Countdown to Extinction》도 할 수 있습니다. 이 깐깐한 늙은 악마는 다시 물집이 잡히는 최고의 형태로 돌아왔고 우리가 깐깐한 늙은 악마를 애초에 사랑하는 이유를 정확히 상기시켜 줄 음악을 만들고 있습니다."

## 곡 목록
모든 곡들은 특별한 언급이 없는 한 데이브 머스테인과 키코 루레이로에 의해 작사/작곡하였다.
| #   | 제목                                     | 작사·작곡                       | 재생 시간 |
| --- | ---------------------------------------- | ------------------------------- | --------- |
| 1.  | 〈The Sick, the Dying... and the Dead!〉 | 머스테인                        | 5:04      |
| 2.  | 〈Life in Hell〉                         | 머스테인, 더크 버뷰런           | 4:12      |
| 3.  | 〈Night Stalkers〉 (Feat. 아이스-T)      | 머스테인, 루레이로, 버뷰런      | 6:38      |
| 4.  | 〈Dogs of Chernobyl〉                    | 머스테인, 루레이로, 토니 크멜락 | 6:14      |
| 5.  | 〈Sacrifice〉                            |                                 | 4:08      |
| 6.  | 〈Junkie〉                               | 머스테인                        | 3:39      |
| 7.  | 〈Psychopathy〉                          |                                 | 1:20      |
| 8.  | 〈Killing Time〉                         |                                 | 5:13      |
| 9.  | 〈Soldier On!〉                          | 머스테인                        | 4:54      |
| 10. | 〈Célebutante〉                          |                                 | 3:51      |
| 11. | 〈Mission to Mars〉                      |                                 | 5:24      |
| 12. | 〈We'll Be Back〉                        |                                 | 4:29      |